# Nuoli-klass

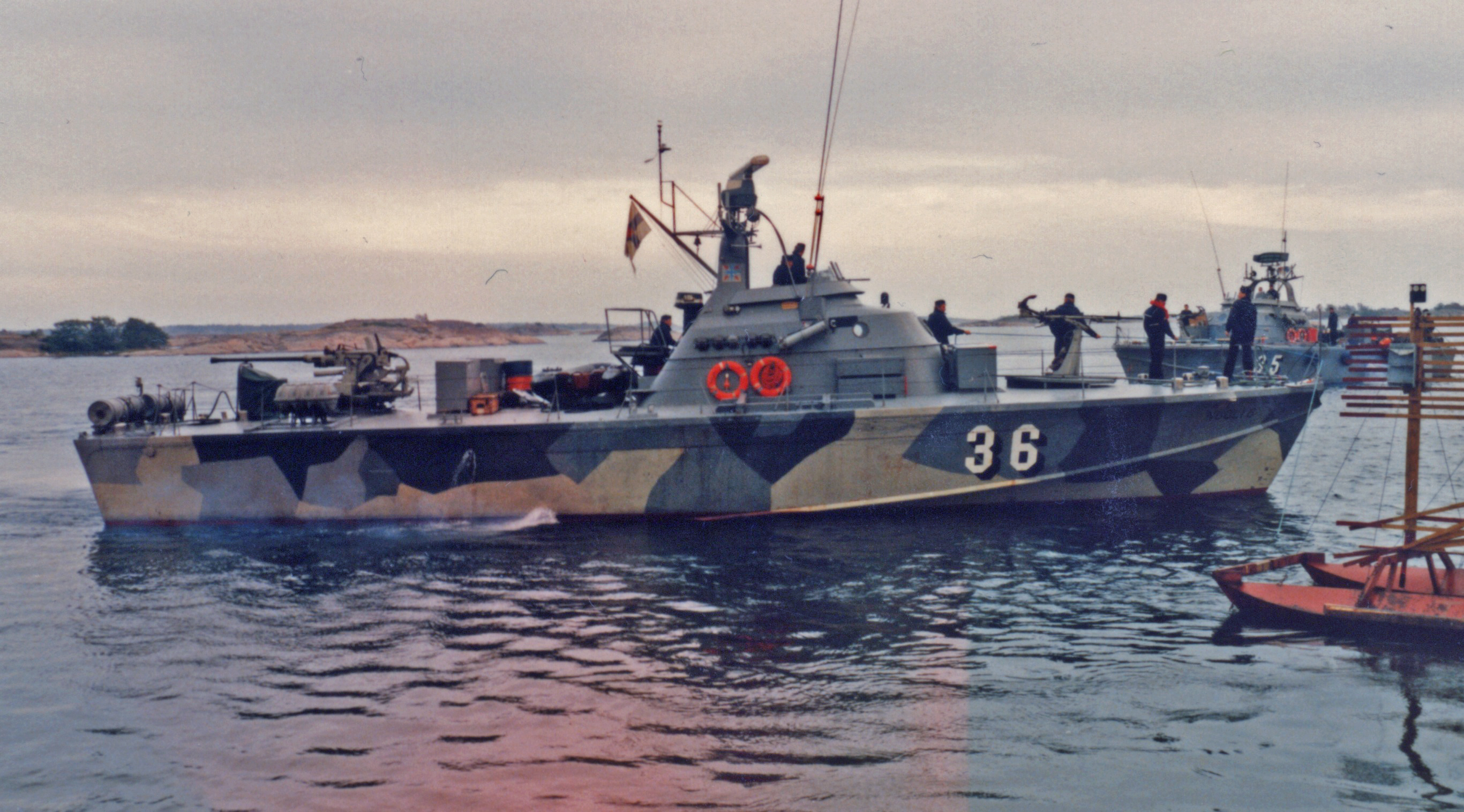
Nuoli 6 år 1983

Nuoli-klass var en fartygsklass bestående av motorkanonbåtar som användes av den finländska marinen mellan 1961 och1984. Det fanns två distinktiva klasser: 1-10, som har en högre kabyss och 11-13 som har en lägre brygga. Alla var utrustade med tre sovjetiska V-12 stridsvagnsmotorer à 1 200 hk styck (för övrigt samma maskin som användes i stridsvagnen T-55). Det fanns ingen särskild kryssningsmotor förutom en hjälpmotor som producerade el. Propellrarna var först stora, enkla propellrar men byttes senare ut till mindre, men lika effektiva propellrar som tillverkats av Finskrew.
Fartygen modifierades 1979.
De sista Nuoli-båtarna såldes och är utspridda över Finland, bland annat i Helsingfors, Ekenäs, Degerby och Vasa. Nuoli 8 finns till beskådande vid marinmuseet Forum Marinum i Åbo.

## Tekniska data

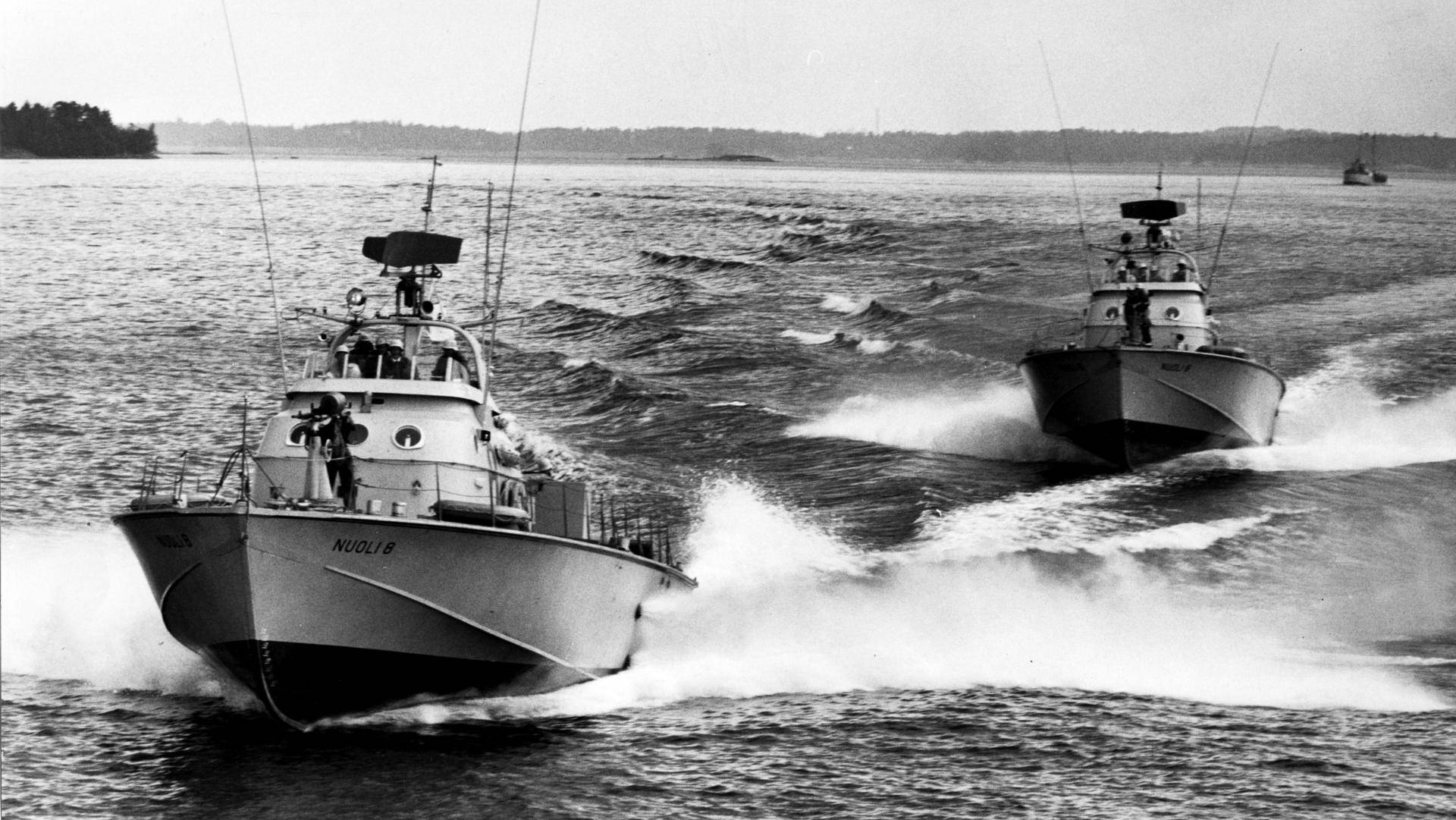
Två fartyg år 1963.

- Byggda: 1961–66, Åbo, Oy Laivateollisuus Ab
- Längd: 22,0 m
- Bredd: 6,6 m
- Djupgående: 1,5 m
- Motor: 3 × by M sjödieslar; 3 × 1 200 hk
- Hjälpmotor: Ford Strömberg 30 kVA
- Hastighet: 45 knop, 25 knop kryssningshastighet
- Maskap: 15 man (2 officerare, 5 underofficerare, 8 man)
- Bestyckning: 1 × 40 mm lv, 1 × 20 mm

## Fartygen av klassen
| Nuoli typ 1 | Nuoli typ 1 | Nuoli typ 1 | Nuoli typ 1                                                                 |
| Namn        | Nummer      | I tjänst    | Övrigt                                                                      |
| ----------- | ----------- | ----------- | --------------------------------------------------------------------------- |
| Nuoli 1     | 31          | 1961        |                                                                             |
| Nuoli 2     | 32          | 1962        |                                                                             |
| Nuoli 3     | 33          | 1962        |                                                                             |
| Nuoli 4     | 34          | 1962        | Skrotad 1979                                                                |
| Nuoli 5     | 35          | 1962        |                                                                             |
| Nuoli 6     | 36          | 1962        |                                                                             |
| Nuoli 7     | 37          | 1966        |                                                                             |
| Nuoli 8     | 38          | 1963        | Museifartyg i Åbo                                                           |
| Nuoli 9     | 39          | 196         | Skrotad 1980                                                                |
| Nuoli 10    | 40          | 196         |                                                                             |
| Nuoli typ 2 |             |             |                                                                             |
| Nuoli 11    | 41          | 196         |                                                                             |
| Nuoli 12    | 42          | 196         | since 2008 in Germany Neustadt/Schleswig Holstein www.seefahrtstradition.de |
| Nuoli 13    | 43          | 196         |                                                                             |